# Jodocus Hondius

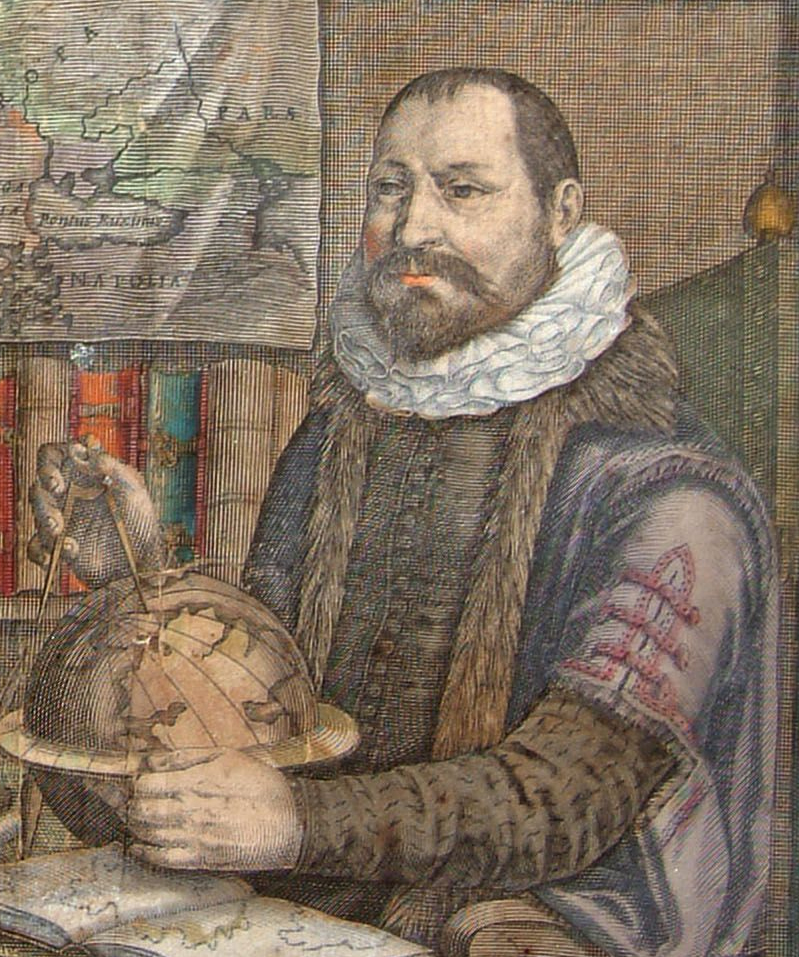
Jodocus Hondius auf einem Stich des Jahres 1619

Jodocus Hondius (eigentlich Josse de Hondt; * 17. Oktober 1563 in Wakken, Flandern; † 12. Februar 1612 in Amsterdam) war ein flämischer Kartograph und Verleger von Atlanten und Karten.

## Leben
Hondius wurde als Sohn von Olivier de Hondt und Petronella d'Havertuyn im flandrischen Wakken geboren. Noch in seiner frühesten Jugend zog die Familie nach Gent, wo Jodocus im Alter von acht Jahren eine Lehre als Kupferstecher begann. Im Jahr 1584 floh Jodocus nach London, um den religiösen Wirren in Flandern im Zuge des Freiheitskampfs der Niederlande zu entkommen.

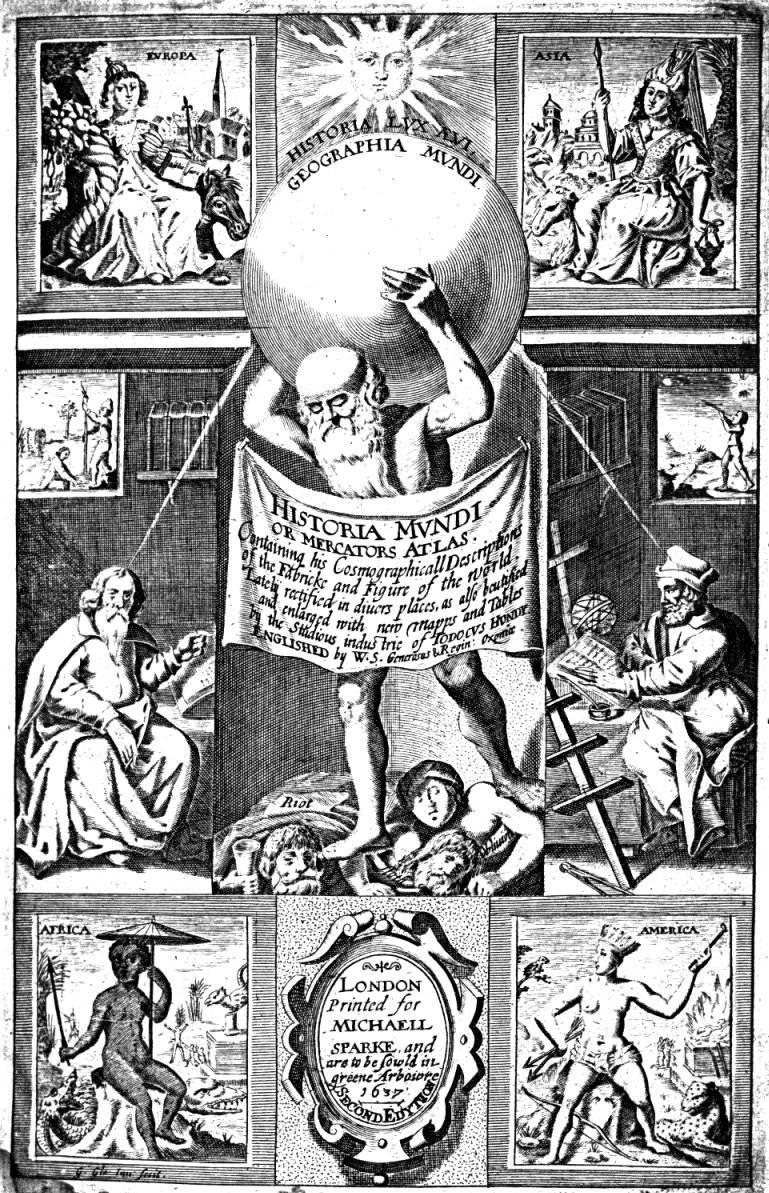
Titelbild der zweiten Londoner Ausgabe des Mercator-Atlas von 1637 mit den Erweiterungen durch Jodocus Hondius

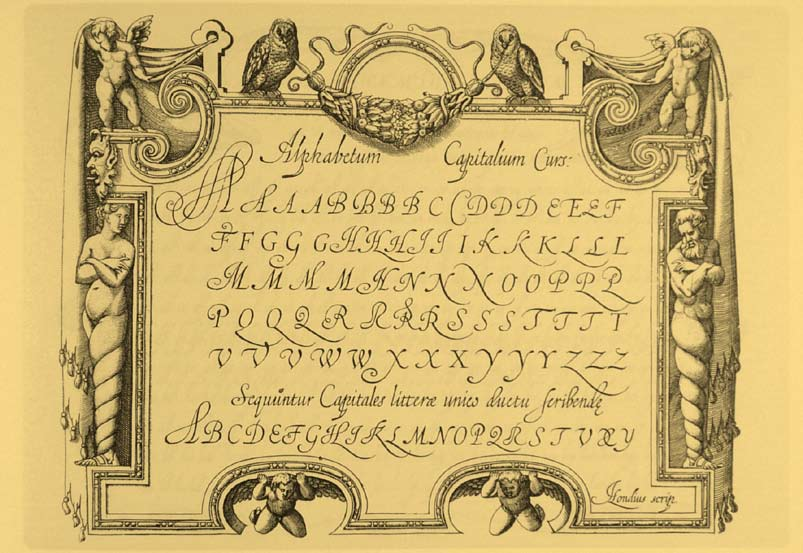
Aus Hondius’ Schreibmeisterbuch 1594: Theatrum artis Scribendi. S. 7

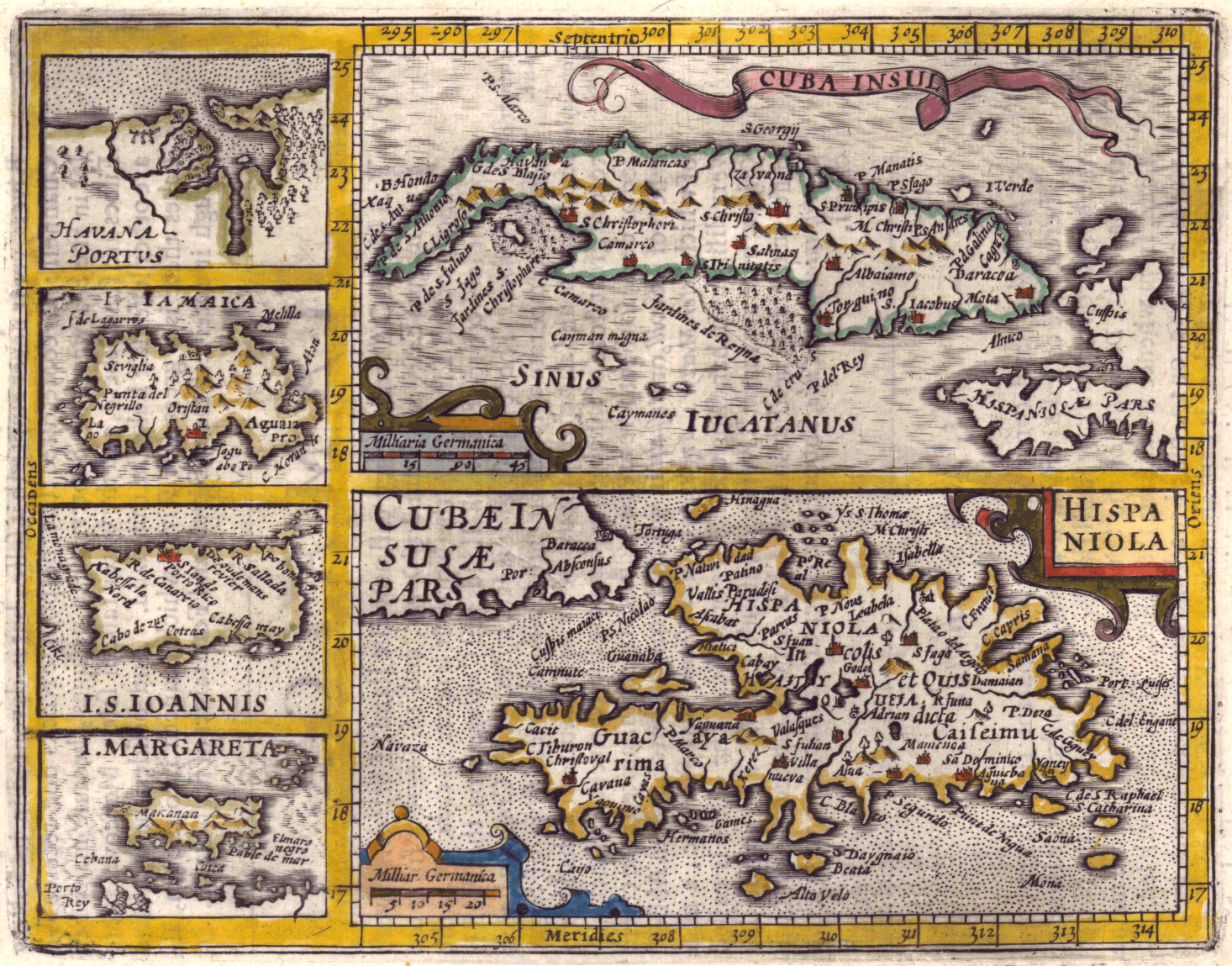
Westindische Inseln, hier als Druck von 1625

In London lernte er bei Richard Hakluyt und Edward Wright, bevor er 1593 nach Amsterdam ging und sich dort auf die Produktion von Karten und Globen spezialisierte. Zwei seiner Globen hat Jan Vermeer in seinen Gemälden Der Astronom und Der Geograph verewigt.
1600 fertigte er einen Himmelsglobus an, der zwölf neue Sternbilder des Südhimmels zeigte, die von dem niederländischen Navigator Pieter Dirkszoon Keyser entdeckt worden waren.
Im Jahr 1604 kaufte Hondius die Druckplatten von Mercators Weltatlas Atlas sive cosmographicae meditationes de fabrica mundi et fabricati figura, der zu dieser Zeit an Popularität gegenüber dem Theatrum Orbis Terrarum von Abraham Ortelius zurückgefallen war. Hondius fügte ungefähr vierzig eigene Karten hinzu und veröffentlichte diese erweiterte Ausgabe ab 1606 unter dem Namen Mercators und seinem eigenen als Verleger. Dieser Atlas, der in mehreren Auflagen erschien, wird heute als Mercator-Hondius-Atlas bezeichnet.
Seit 2013 ist ihm zu Ehren das Hondius Inlet nach ihm benannt, eine Bucht im Grahamland in der Antarktis und seit 2024 ein Asteroid: (457248) Hondius.

## Familie
Kurz vor Hondius’ Tod heiratete seine Tochter Elisabeth den niederländischen Verleger Jan Jansson. Hondius' Verlag wurde nach 1612 von seiner Witwe und seinen Söhnen Jodocus II und Henricus weitergeführt. Ab 1633 war Jan Jansson als Geschäftspartner und Mitverleger an der weiteren Veröffentlichung des Atlas beteiligt.
Eine verwandtschaftliche Beziehung zur Familie des Hendrik Hondius d. Ä. und dessen Sohn Willem Hondius ist nicht gesichert.

## Werke
- Abissinorum Imperium. Jodocus Hondius, Amstelodami 1618 (Digitalisierte Ausgabe der Universitäts- und Landesbibliothek Düsseldorf)
- P. Bertii Tabularum geographicarum contractarum libri septem. 1618 (Digitalisat)
- zahlreiche weitere Karten sind ebenfalls dort einsehbar
- Schreibmeisterbuch aus dem Jahre 1594: Theatrum artis scribendi  (Facsimile of 2007 jpad.biz (Memento vom 28. September 2007 im Internet Archive); PDF; 4,6 MB).

## Faksimile-Ausgaben
- The world map of 1669 by Jodocus Hondius the elder & Nicolaas Visscher, explanatory text by Günter Schilder, Amsterdam 1978, ISBN 90-6072-119-5
- Nova totius Europae descriptio / Jodocus Hondius & Petrus Kaerius, Einleitung von Cornelis Koeman, Reprint der Ausgabe Amsterdam 1595, Amsterdam 1967